# Сонячна піч

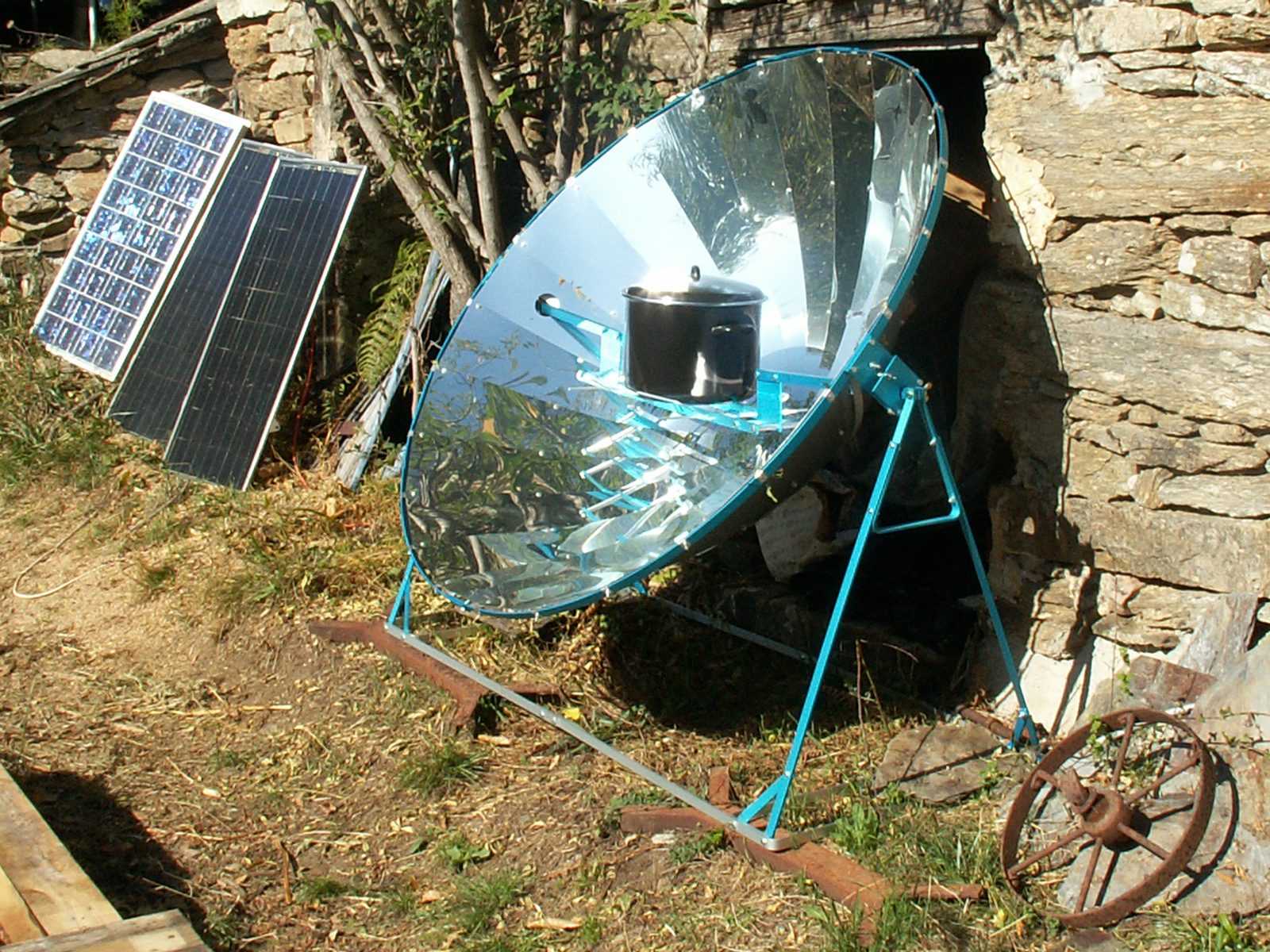
Сонячна піч, середнього розміру

Сонячна піч  — пристрій для використання енергії сонячного світла для приготування їжі без використання палива або електроенергії. Конструкція печі включає пристрій що концентрує сонячну енергію (геліоконцентратор) у фокусі геліоконцентратора знаходиться приймальний пристрій - це камера, в якій готується їжа. При необхідності в цій камері створюють вакуум або інертну атмосферу. В сонячних печах їжа готується загалом так само як і на газових печах. Сонячні печі можуть мати різноманітний вигляд. Вони зустрічаються різні за розмірами - невеликі печі у вигляді ящиків або коробок і печі розміром як шафа або великі агрегати з додатковою системою лінз, які підсилюють концентрацію сонячної енергії.

## Галерея

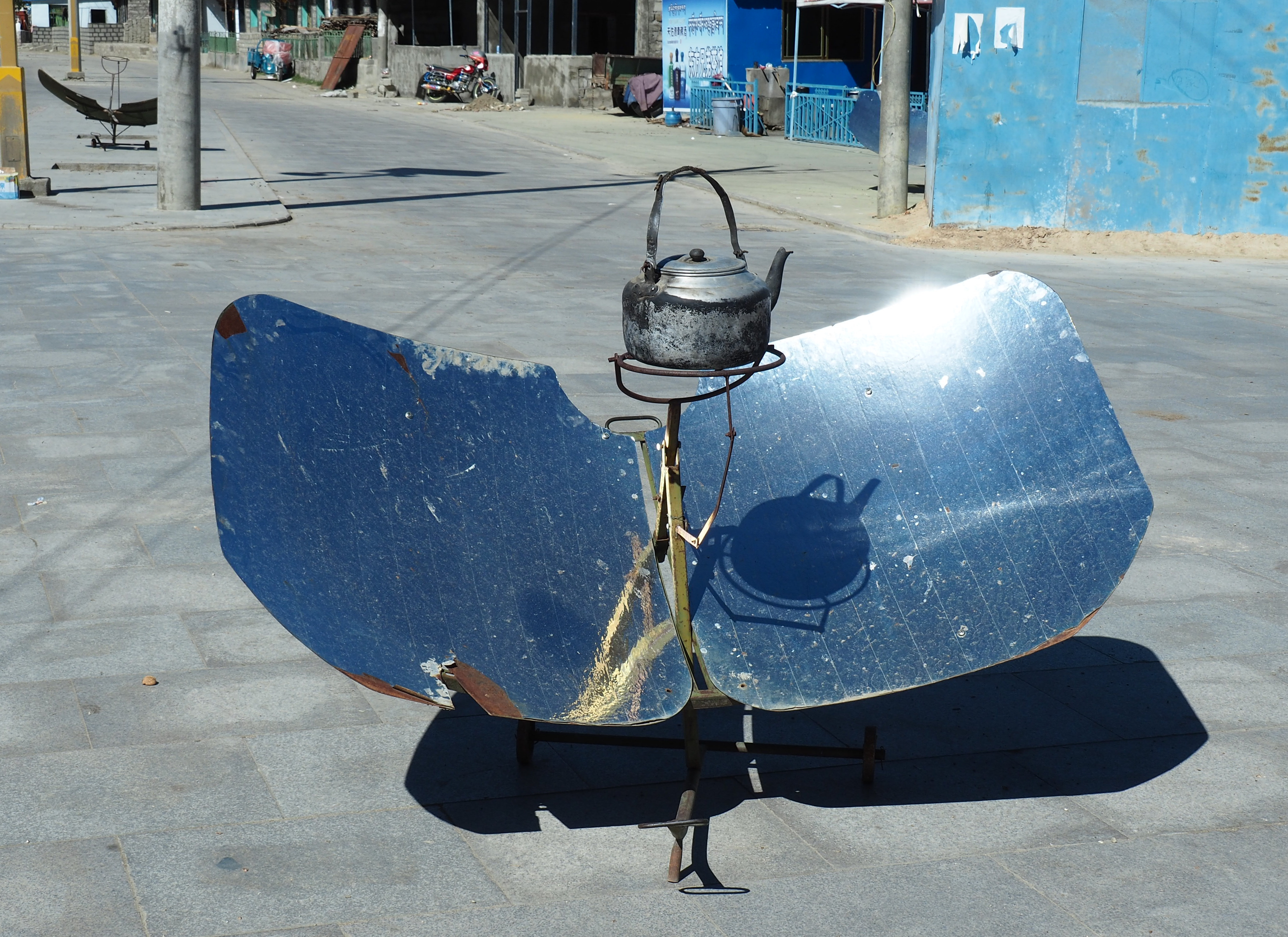
Чайник на сонячній печі
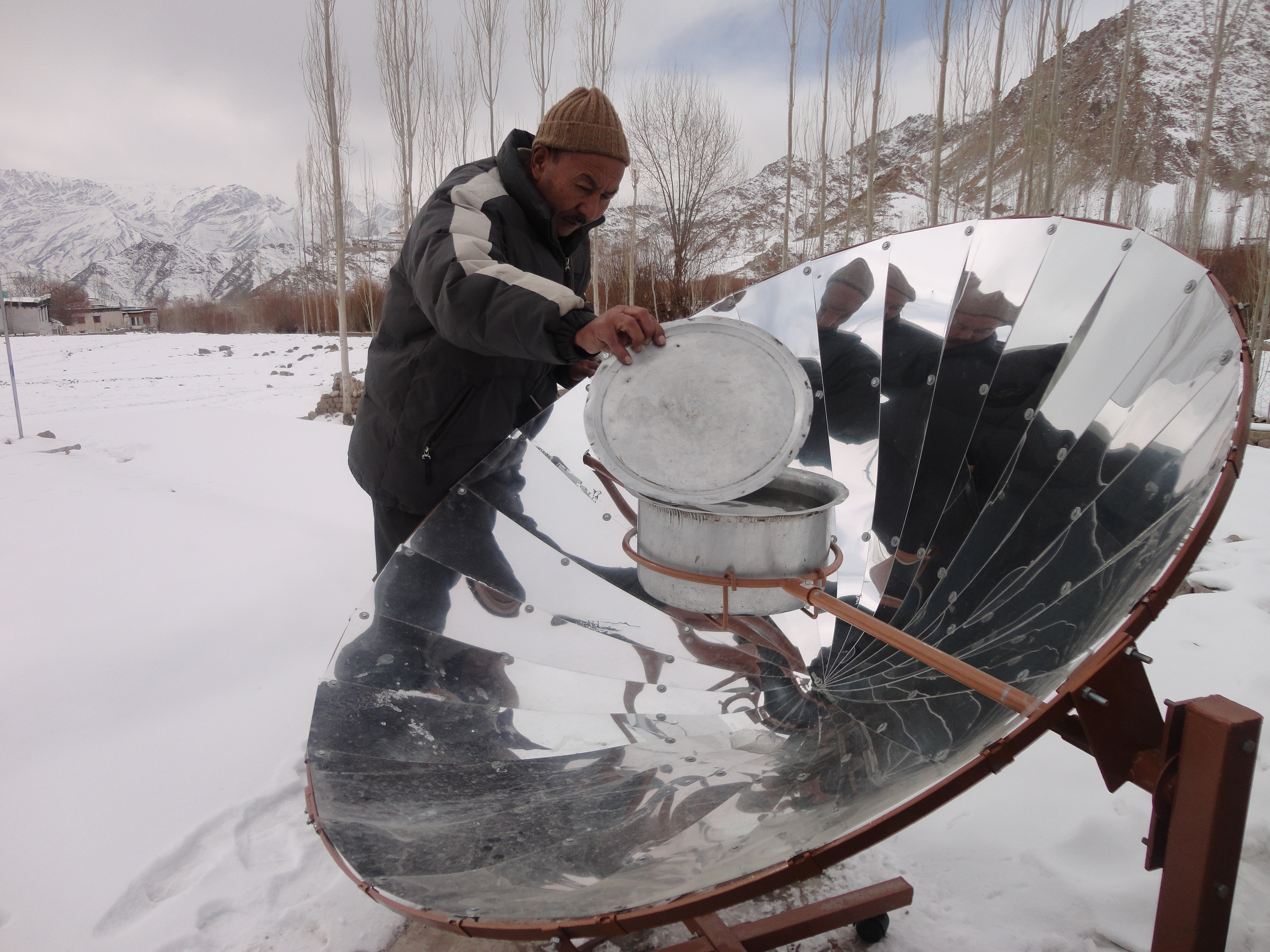
Сонячна піч працює і взимку за хмарної погоди
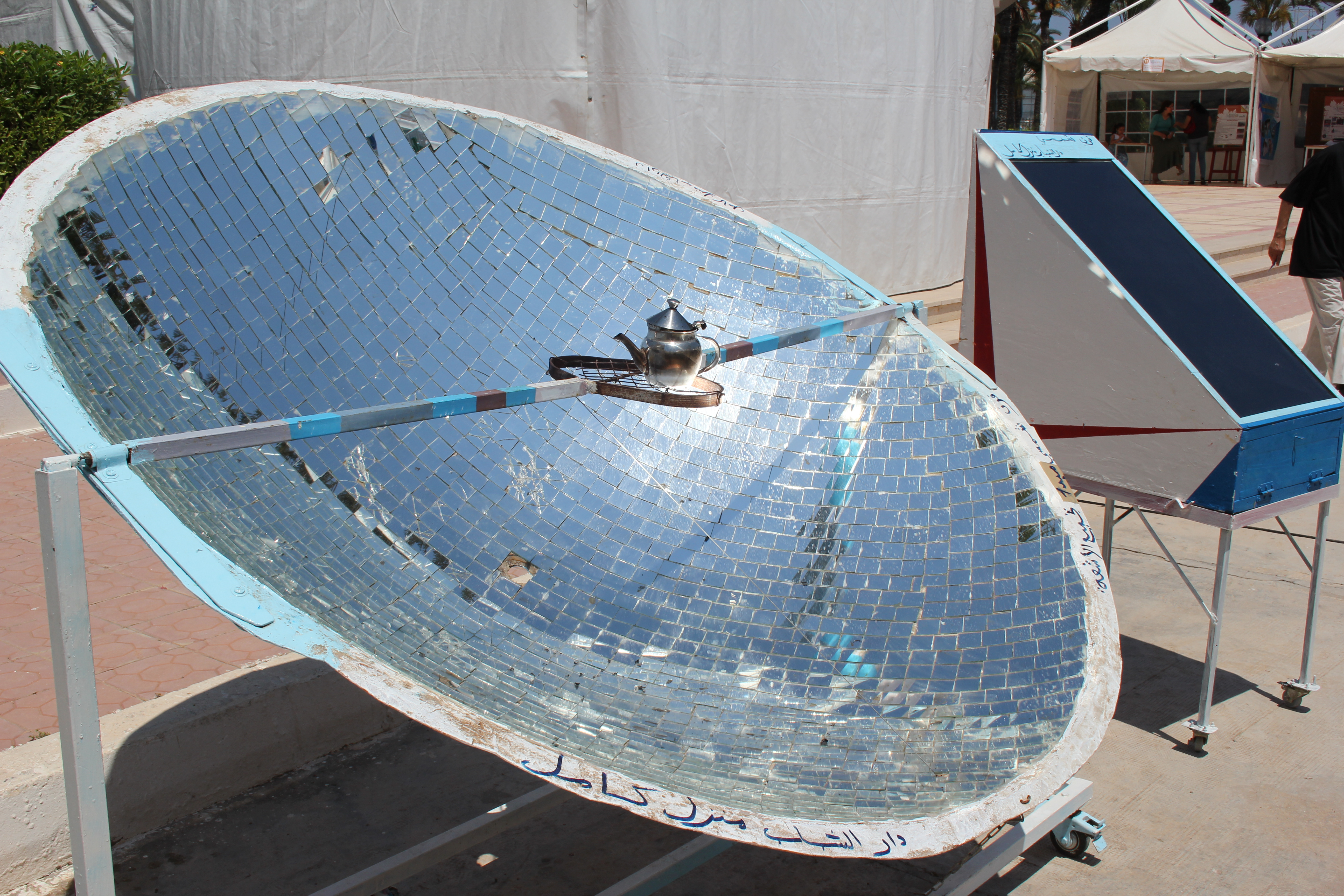
Сонячна піч в Тунісі
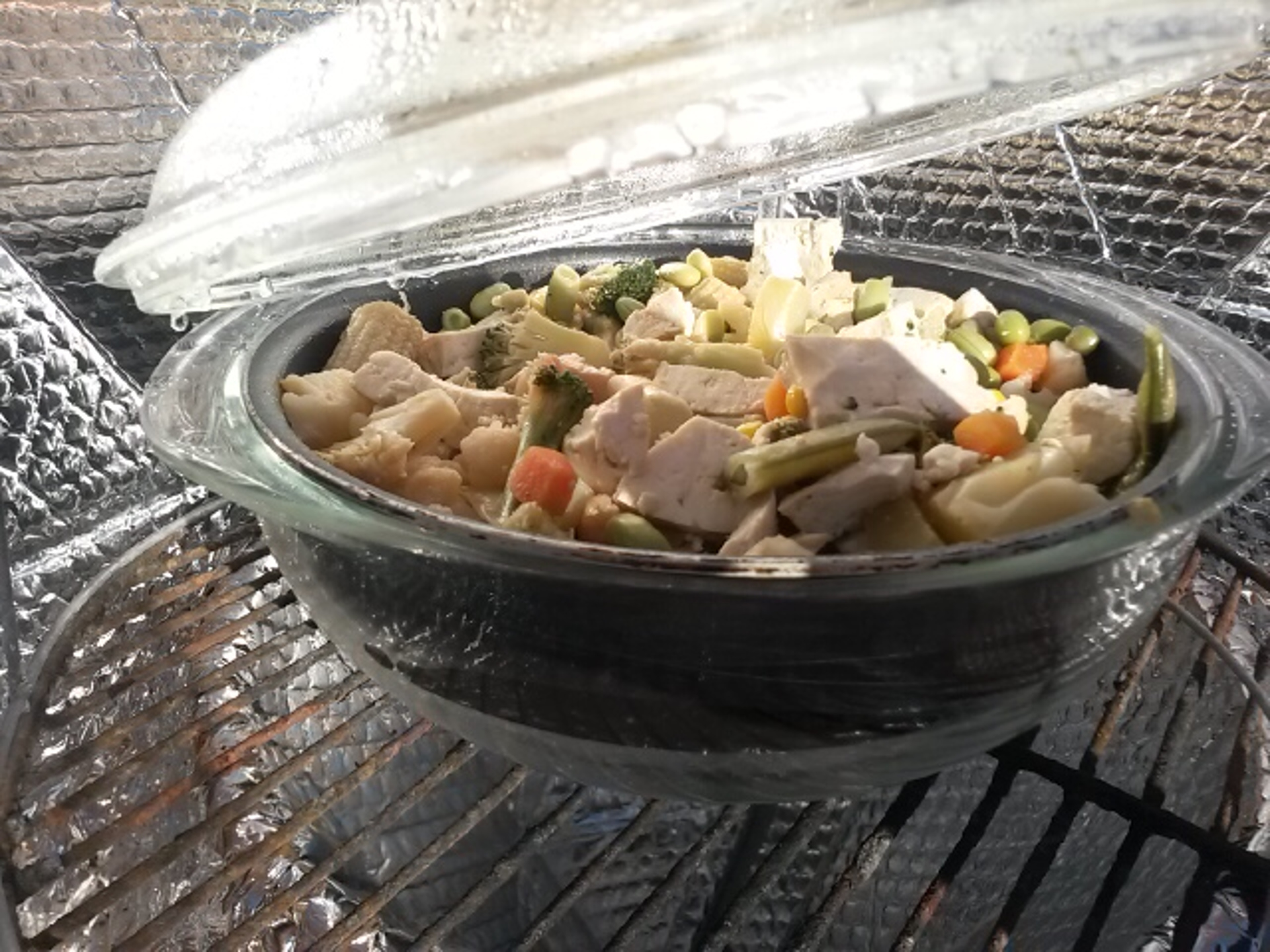
Приготування їжі
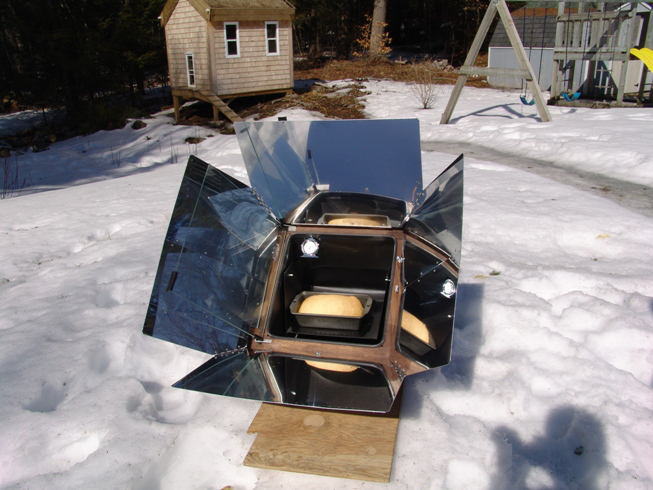
Випікання хліба взимку
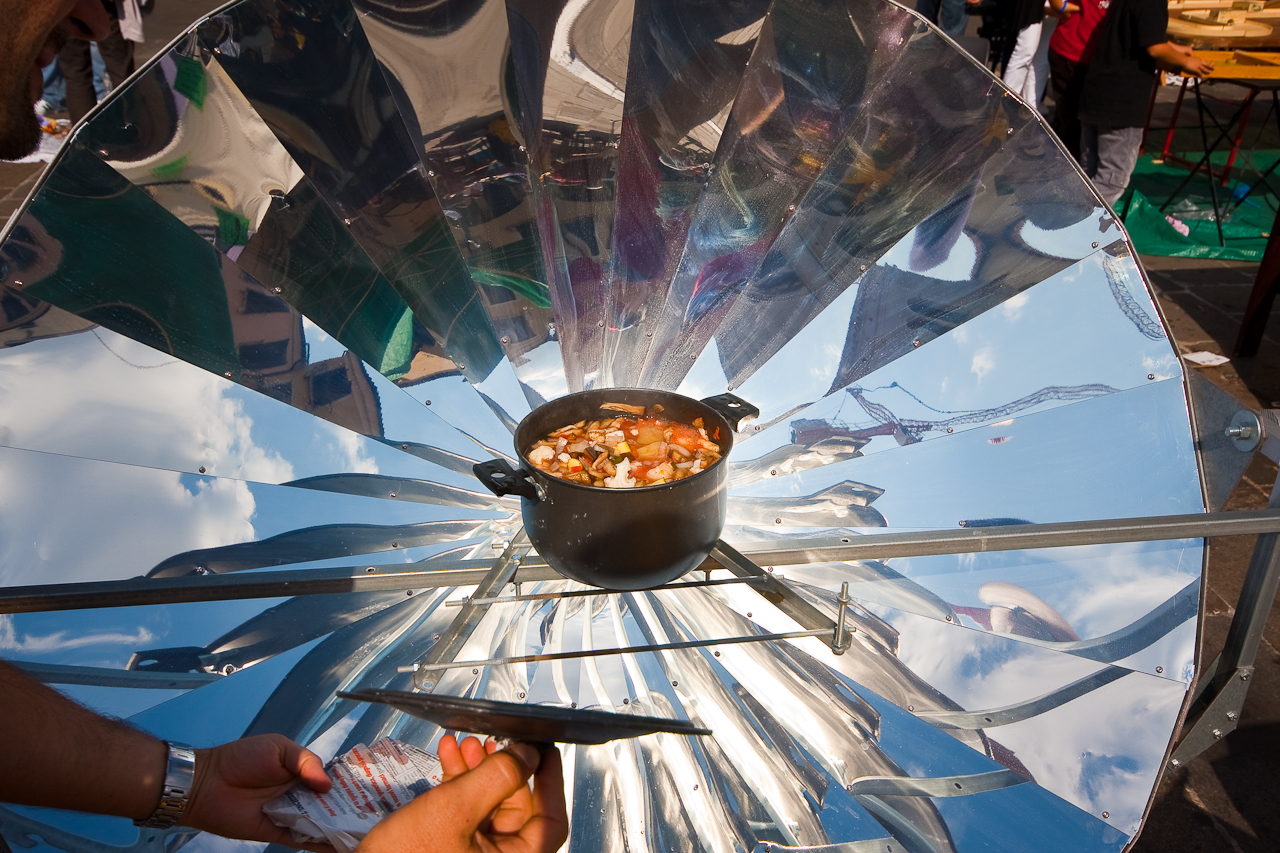
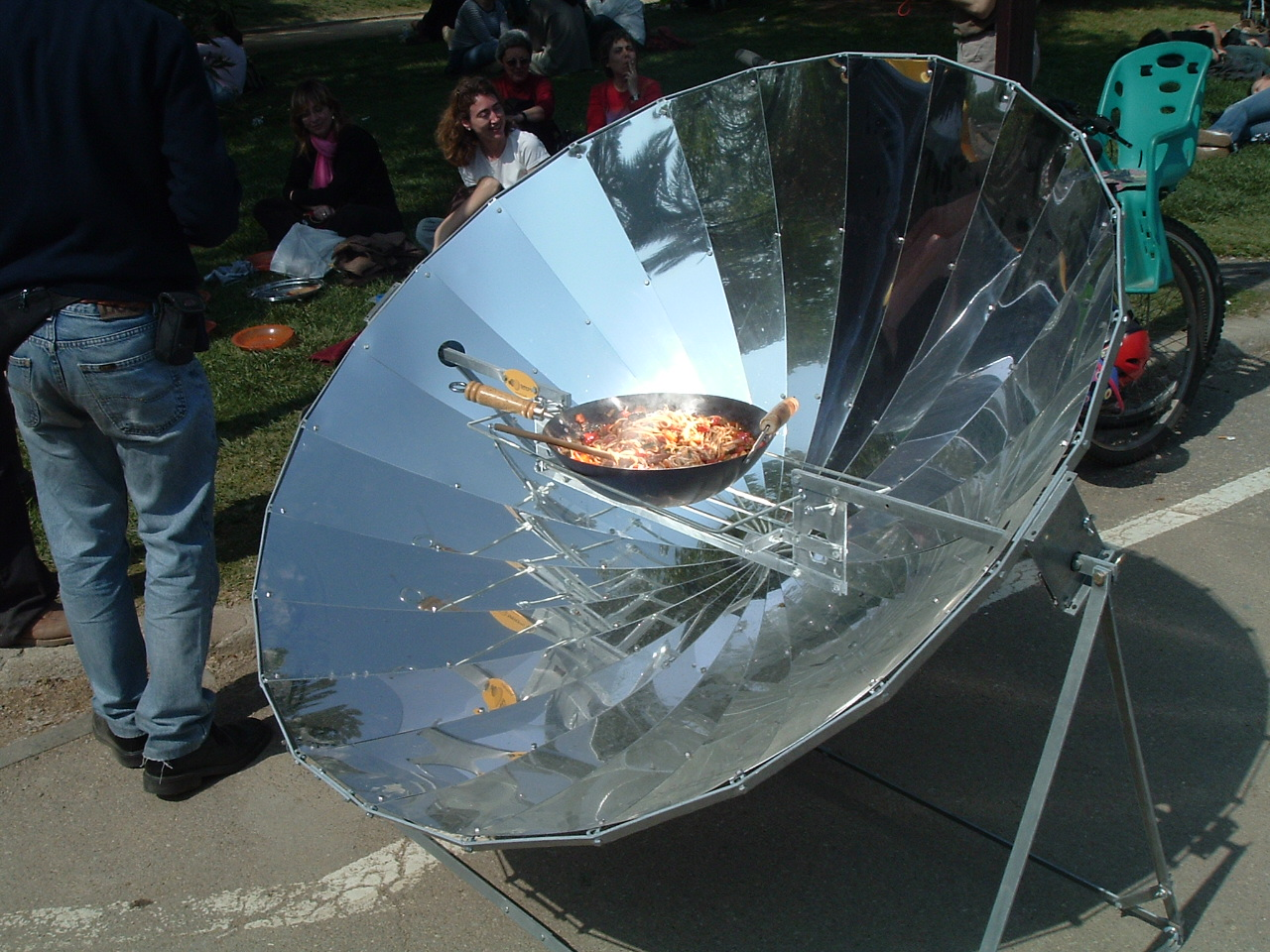
Приготування їжі в Барселоні
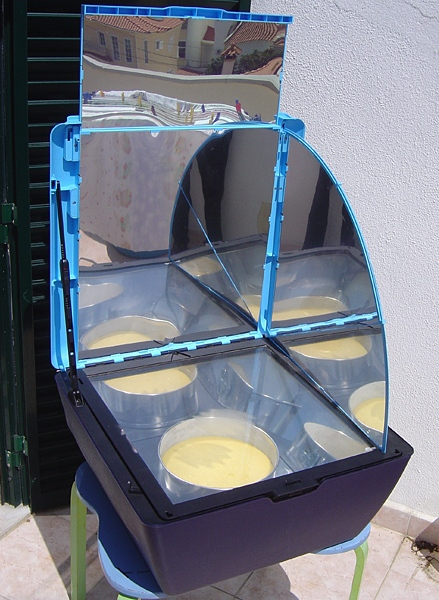
Сонячна піч в Португалії